# Skírnir
Nella mitologia norrena, Skirnir (traducibile più o meno come "brillante") è un elfo che serve come messaggero e vassallo Freyr. Nell'Edda Poetica skírnismál, Skirnir viene inviato come messaggero a Jötunheim per corteggiare la bella Gerðr a nome di Freyr chiedendo come ricompensa al dio per questo servigio la sua spada.
Skirnir minacciò Gerðr con la sua gambantein, una bacchetta magica per convincerla a sposarsi. 
Nel capitolo 34 del Gylfaginning, Skirnir viene inviato anche dai nani per portare loro l'ordine di creare la corda Gleipnir per imprigionare il lupo Fenrir.